# Роза Невады
«Роза Невады» (англ. Rose of Nevada) — будущий мистический триллер режиссёра Марка Дженкина. В главных ролях снялись Джордж Маккей и Каллум Тёрнер. Премьера фильма должна состояться в конце августа — начале сентября 2025 года на 82-ом Венецианском кинофестивале.

## Сюжет
Спустя тридцать лет после своего исчезновения таинственным образом появляется судно «Роза Невады», ранее пропавшее вместе со всей командой, в заброшенном рыбацком поселке. Для немногих оставшихся жителей возвращение лодки становится знамением. Ник устраивается на работу на борт судна, чтобы обеспечить свою молодую семью. К нему присоединяется новый член экипажа Лиан, отчаянно пытающийся сбежать от своего прошлого.
Они отправляются в плавание и возвращаются обратно в порт после успешного плавания. Но затем начинается нечто странное: кажется, будто они вернулись назад во времени, и жители деревни приветствуют их так, словно они являются первоначальной командой корабля.

## В ролях
- Джордж Маккей — Ник
- Каллум Тёрнер — Лиан
- Розалинда Элиазар
- Фрэнсис Маги
- Мэри Вудвайн
- Эдвард Роу

## Производство
Режиссёром выступил Марк Дженкин, известный такими картинами, как «Кролик», «Поезд полуночников», «Насадка» и «Эннис Мен». Это его пятый полнометражный фильм.
Главные роли исполнили Джордж Маккей (Ник) и Каллум Тернер (Лиан). Также в актёрский состав вошли Розалинд Элеазар, Фрэнсис Мэджи, Мэри Вудвин и Эдвард Роуз. Кастингом занималась Шахин Байг.
Съёмки проходили в графстве Корнуолл, где Дженкин провёл детство и ранее снял фильмы «Насадка» и «Эннис Мен».
Мировая премьера фильма запланирована на конец августа — начало сентября 2025 года на Международном фестивале в Венеции. Затем, в сентябре 2025 года, картина будет представлена на Международном кинофестивале в Торонто.